# Hawker Horsley
El Hawker Horsley fue un bombardero biplano monomotor británico de la década de 1920. Fue el último avión construido íntegramente en madera por Hawker Aircraft, y sirvió como bombardero medio diurno y torpedero en la Real Fuerza Aérea de Gran Bretaña entre 1926 y 1935, así como en las armadas de Grecia y Dinamarca.

## Diseño y desarrollo
El Horsley (llamado así por la casa de Sir Thomas Sopwith, Horsley Towers) fue diseñado originalmente para cubrir la Especificación 26/23 del Ministerio del Aire por un bombardero diurno propulsado por un solo motor Rolls-Royce Condor. Si bien la especificación exigía que cualquier avión de producción fuera de construcción metálica, Hawker propuso construir el prototipo en madera, cambiando gradualmente a una estructura metálica durante la producción. Esto fue aceptado por el Ministerio del Aire y se realizó un encargo de un único prototipo. El primer prototipo voló en marzo de 1925, propulsado por un motor de 480 kW (650 hp), y fue entregado al Establecimiento Experimental de Aviones y Armamento en Martlesham Heath el 4 de mayo del mismo año.
Mientras tanto, el Ministerio del Aire revisó sus requisitos y emitió la Especificación 23/25, que aumentaba la carga útil requerida de una a dos bombas de 250 kg. Al mismo tiempo, también emitió la Especificación 24/25 por un torpedero, que debía llevar un torpedo de 980 kg. La capacidad del Horsley para hacer frente al aumento de cargas necesarias para cubrir con estas nuevas especificaciones llevó a que la RAF favoreciera el diseño, realizándose un pedido inicial de cuarenta aviones, que consistía en diez Mk I de madera y 30 Mk II de construcción mixta de metal y madera.
El Horsley era un gran biplano monomotor de dos vanos. Tenía una tripulación de dos personas, compuesta por un piloto y un artillero/apuntador de bombas/operador de radio, que disponía de una ametralladora Lewis de 7,7 mm montada en un anillo Scarf en la cabina trasera y de una posición prono para apuntar las bombas. La cabina trasera también estaba equipada con controles duales. La carga útil incluía dos bombas de 250 kg, una de 680 kg o un torpedo de 1300 kg.
La estructura era originalmente toda de madera, pero antes de que se completara la producción se introdujo una estructura totalmente metálica, fabricada en lo que se convirtió en el famoso sistema de construcción metálica de Hawker. Se designaron tres métodos de construcción: Horsley Mk I para los aviones totalmente de madera, Horsley Mk II para el material mixto y (extraoficialmente) Horsley III para los aviones totalmente metálicos. Algunos aviones fueron equipados con flotadores.
Se vendieron al Gobierno danés dos aviones, conocidos como Hawker Dantorp, propulsados por motores Leopard II. Tenían un fuselaje ligeramente diferente y acomodaban a un tercer miembro de la tripulación.  Los daneses también compraron una licencia para construir otros diez aviones en los Talleres Navales Daneses (Orlogsvaerftet), pero no se fabricaron por falta de fondos.
Los aviones de producción estaban propulsados por el Condor IIIA, pero el Horsley también se utilizó mucho como bancada de pruebas de vuelo para otros motores, incluidos el Napier Lion, el Rolls-Royce Buzzard, el Rolls-Royce Eagle, el motor radial Armstrong Siddeley Leopard, el Junkers Jumo diésel y las primeras versiones del Rolls-Royce Merlin.

## Historia operacional

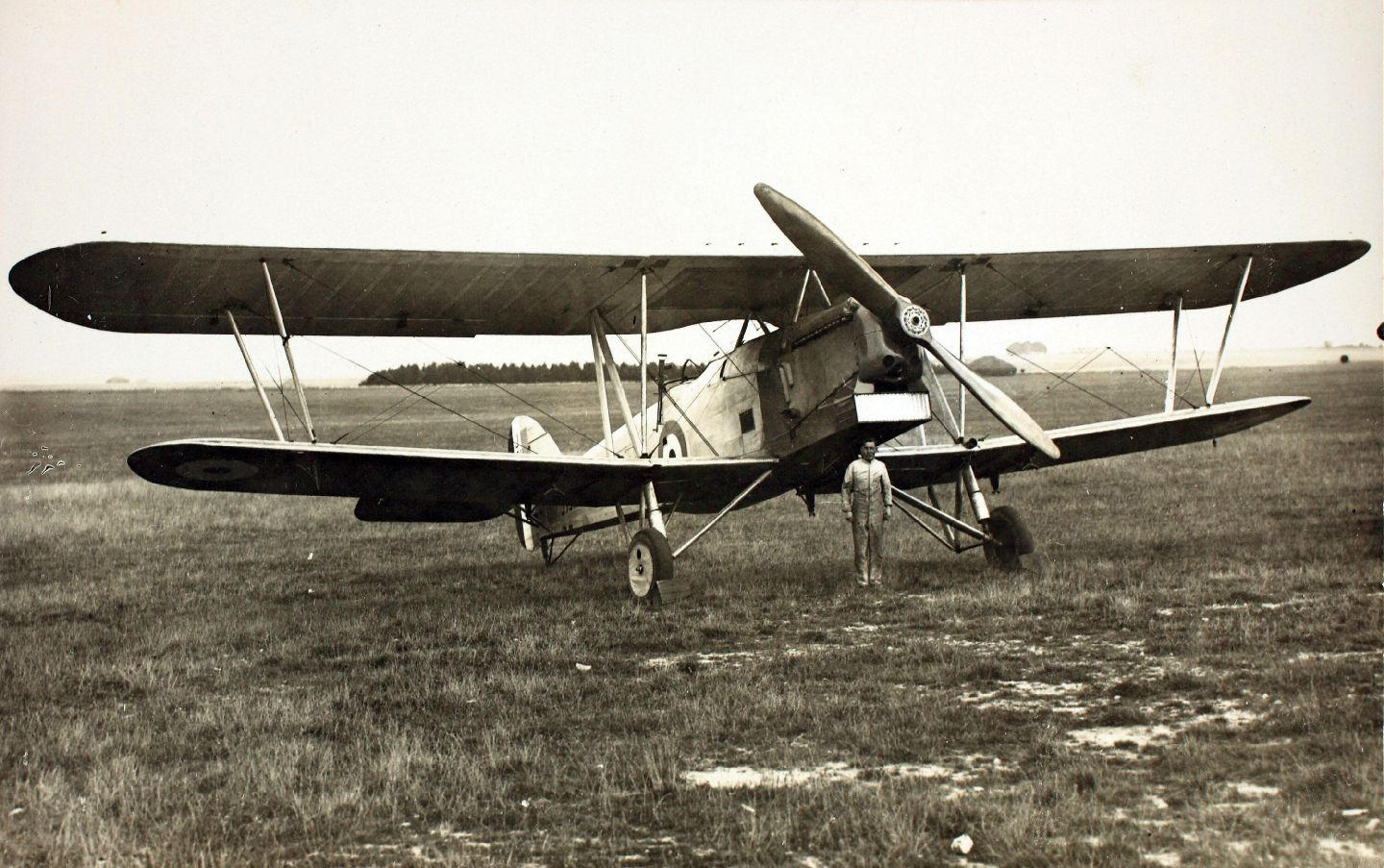
Bombardero Hawker Horsley.

Los primeros aviones fueron entregados al No. 100 (Bomber) Squadron de la Real Fuerza Aérea en septiembre de 1927, y dos escuadrones más, los No. 15 y No. 11, recibieron Horsley a finales de año, reemplazando al Fairey Fawn. Los Horsley demostraron ser muy superiores al Fawn, transportando hasta tres veces la carga de bombas a mayores alcances y a mayores velocidades, siendo también ágiles para su tamaño, y fueron populares entre sus pilotos.
En octubre de 1928, se formó el No. 36 Squadron en Donibristle, Fife, Escocia, como escuadrón de torpedeo-bombardeo. Fue transferido a Singapur en 1930, ayudando a reprimir una rebelión en Birmania y manteniendo sus habilidades de torpedeo. El 100 Squadron se convirtió a la función de torpedeo en 1930 para llenar el hueco en las defensas domésticas.
El Horsley fue elegido para intentar un vuelo sin escalas hasta la India, con un avión especialmente modificado, que transportaba mucho más combustible y que despegó con un peso de más de 6350 kg desde RAF Cranwell el 20 de mayo de 1927, pilotado por los tenientes de vuelo Roderick Carr y L.E.M. Gillman. Sin embargo, se quedó sin combustible en ruta y se hundió en el Golfo Pérsico, cerca de Bandar Abbas, Irán. A pesar de ello había recorrido una distancia de 5500 km, suficiente para establecer un nuevo récord mundial de distancia, pero a las pocas horas fue batido por Charles Lindbergh, cuyo vuelo en solitario por el Atlántico entre Nueva York y París en el Spirit of St. Louis cubrió 5780 km.
Los Horsley permanecieron en servicio en la función de bombardeo diurno hasta 1934, siendo reemplazados los Horsley del 504 Squadron por aviones Westland Wallace en marzo de 1934. El No. 36 Squadron en Singapur retuvo el Horsely en el papel de torpedero hasta julio de 1935. El último Horsley, una bancada de pruebas propulsado por Merlin, realizó su vuelo final en RAE Farnborough el 7 de marzo de 1938.
Se construyeron un total de 124 Horsley, incluidos seis aviones para el Servicio Aéreo Naval Helénico y los dos Dantorp construidos para Dinamarca.

## Variantes
Horsley Mk I
Bombardero biplano diurno con estructura fabricada con madera.
Horsley Mk II
Versión de construcción mixta de madera y metal.
Horsley Mk III
Denominación no oficial de los ejemplares construidos con estructura completamente metálica.

## Operadores

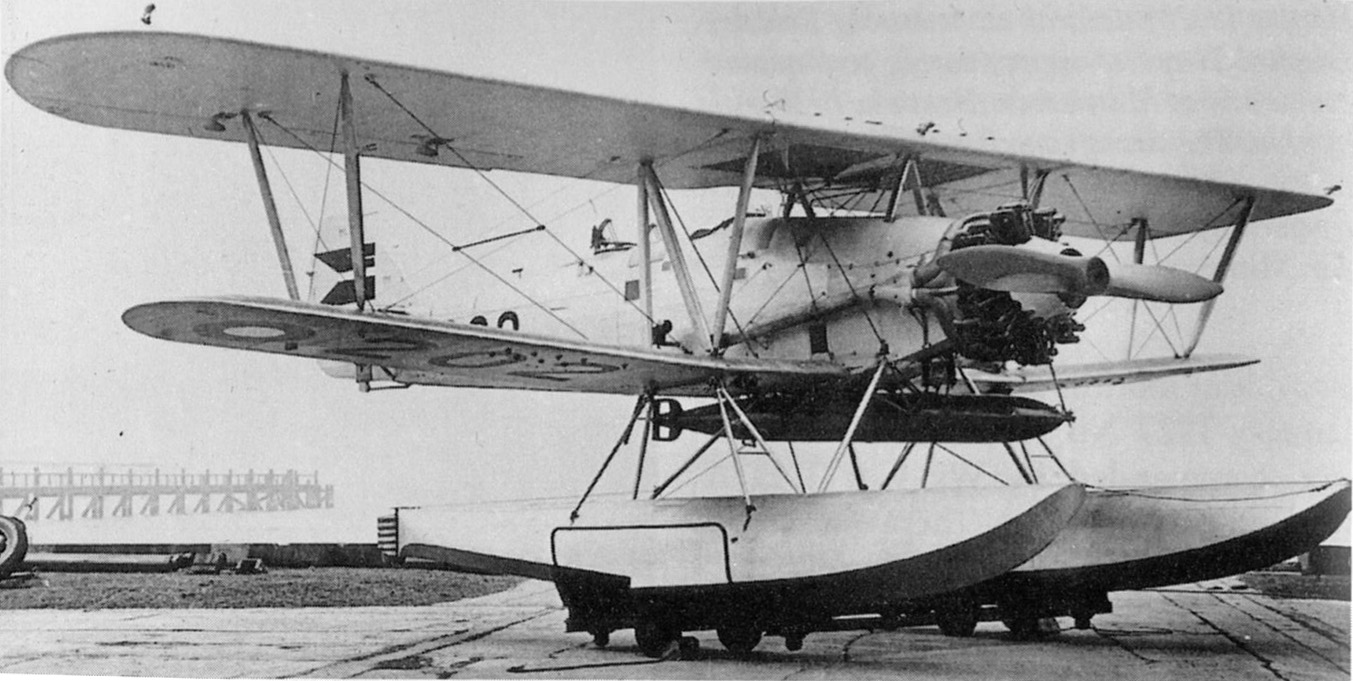
Hawker Dantorp.

Dinamarca
- Real Armada de Dinamarca

 Grecia
- Fuerza Aérea Helénica
- Servicio Aéreo Naval Helénico

 Reino Unido
- Real Fuerza Aérea[19]

## Especificaciones (bombardero diurno Horsley II)
Referencia datos: Hawker Aircraft since 1919 

### Características generales
- Tripulación: Dos (piloto y bombardero/artillero)
- Longitud: 11,8 m (38,8 ft)
- Envergadura: 17,2 m (56,5 ft)
- Altura: 4,2 m (13,7 ft)
- Superficie alar: 64,4 m² (693,2 ft²)
- Peso vacío: 2159 kg (4758,4 lb) (2249 kg como torpedero)
- Peso cargado: 3538 kg (7797,8 lb) (4200 kg como torpedero)
- Planta motriz: 1× motor lineal V12 refrigerado por agua Rolls Royce Condor IIIA.
  - Potencia: 496 kW (684 HP; 674 CV)
- Hélices: Watts bipala de madera
- Diámetro de la hélice: 4,42 m
- Capacidad de combustible: 1000 L

### Rendimiento
- Velocidad máxima operativa (Vno): 201 km/h (125 MPH; 109 kt) a 1800 m (6000 pies)
- Alcance: 1400 km (756 nmi; 870 mi) [19]
- Techo de vuelo: 4300 m (14 108 ft)
- Tiempo a altitud: 14 min 20 s para 3000 m (10 000 pies)

### Armamento
- Ametralladoras: 

  - 1x Vickers de 7,7 mm frontal fija
  - 1x Lewis de 7,7 mm flexible trasera
- Bombas: 680 kg o 1 torpedo

## Aeronaves relacionadas

### Desarrollos relacionados
- Hawker Dantorp

### Aeronaves similares
- Bristol Berkeley
- Handley Page HP.28 Handcross
- Westland Yeovil